# 浄楽園
浄楽園（じょうらくえん）は、福島県福島市にある私有地の日本庭園。

## 概要
福島市の中心市街地から西におよそ9キロ、吾妻山の山裾に位置する。室町時代の趣を備えた池泉廻遊式庭園。園内は京都市にある金閣寺の庭を手掛けた庭師の手により十余年の歳月をかけて造られた。
約25,000平方メートルの広大な敷地にアヤメ、ハナショウブ、スイレン、シャクナゲなど花々が庭園に彩を添えている。施設内には茶屋が併設されており気軽に休憩できる。冬季休園期間あり。
東の花見山、西の浄楽園と言われており、共に福島市を代表する私有地の観光スポットである。

## アクセス
バス
- 福島交通「原の町停留所」徒歩10分、「中谷地停留所」徒歩15分